# Greensburg (Kentucky)
Greensburg is een plaats (city) in de Amerikaanse staat Kentucky, en valt bestuurlijk gezien onder Green County.

## Demografie
Bij de volkstelling in 2000 werd het aantal inwoners vastgesteld op 2396.
In 2006 is het aantal inwoners door het United States Census Bureau geschat op 2408, een stijging van 12 (0,5%).

## Geografie
Volgens het United States Census Bureau beslaat de plaats een oppervlakte van
4,9 km², geheel bestaande uit land. Greensburg ligt op ongeveer 258 m boven zeeniveau.

## Plaatsen in de nabije omgeving
De onderstaande figuur toont nabijgelegen plaatsen in een straal van 36 km rond Greensburg.